# 안젤라 앨소브룩스
안젤라 데니스 알소브룩스(Angela Deneece Alsobrooks, 1971년 2월 23일 ~ )는 미국의 정치인이다.

## 학력
- 벤자민 배네커 고등학교 졸업
- 듀크 대학교 공공정책 인문사회 학사
- 메릴랜드 대학교, 볼티모어 법무박사

## 경력
- 2011.01 ~ 2018.12 미국 메릴랜드주 프린스 조지스 카운티 검사장
- 2018.12 ~ 2024.12 제8대 미국 메릴랜드주 프린스 조지스 카운티 행정관
- 2025.01 ~ 제119대 미국 메릴랜드 연방상원의원

## 역대 선거 결과
| 선거명      | 직책명                      | 대수  | 정당   | 득표율 | 득표수      | 결과 | 당락                             |
| ----------- | --------------------------- | ----- | ------ | ------ | ----------- | ---- | -------------------------------- |
| 2010년 선거 | 프린스 조지스 카운티 검사장 | 대    | 민주당 | 99.52% | 204,325표   | 1위  | 프린스 조지스 카운티 검사장 당선 |
| 2014년 선거 | 프린스 조지스 카운티 검사장 | 대    | 민주당 | 99.58% | 196,757표   | 1위  | 프린스 조지스 카운티 검사장 당선 |
| 2018년 선거 | 프린스 조지스 카운티 행정관 | 8대   | 민주당 | 98.94% | 294,372표   | 1위  | 프린스 조지스 카운티 행정관 당선 |
| 2022년 선거 | 프린스 조지스 카운티 행정관 | 8대   | 민주당 | 98.65% | 219,420표   | 1위  | 프린스 조지스 카운티 행정관 당선 |
| 2024년 선거 | 상원의원 (메릴랜드 제1부)   | 119대 | 민주당 | 54.68% | 1,650,912표 | 1위  | 메릴랜드주 상원의원 당선         |